# عبد الله بن محمد آل خليفة
عبد الله بن محمد بن راشد بن عبد الله آل خليفة عسكري ودبلوماسي بحريني من العائلة الحاكمة. كان يشغل منصب سفير مملكة البحرين لدى الولايات المتحدة من 2013 إلى 2017.

## المسيرة المهنية
طيار مقاتل في سلاح الجو الملكي البحريني. التحق بصفوف سلاح الجو الملكي البحريني في العام 1988. حصل على أفضل طيار مقاتل في الكلية الملكية البريطانية. شارك في مهمات أثناء حرب تحرير الكويت في العام 1991. شارك في مهمات للدفاع عن الكويت في العام 2003. كان قائد مجموعة مقاتلات في عدة تمارين دفاعية وهجومية على مستوى المشاركات الخليجية والدولية. شارك في 25 دورة عسكرية وقيادية في كل من البحرين والكويت والمملكة المتحدة والولايات المتحدة. شارك في عدة مؤتمرات دولية داخل وخارج البحرين.
في العام 2005 تم تعيينه ملحق عسكري بسفارة مملكة البحرين في الولايات المتحدة واستمر في عمله بوظيفة الملحق العسكري في الولايات المتحدة لغاية العام 2013. في سبتمبر 2013 أصدر ملك البحرين مرسوم ملكي بتعيينه سفير في الديوان العام في وزارة الخارجية. تولى رئاسة البعثة الدبلوماسية البحرينية لدى الولايات المتحدة بلقب سفير فوق العادة مفوض في 14 نوفمبر 2013 ليحل محل الرئيسة السابقة هدى عزرا. وكذلك تولى منصب سفير مملكة البحرين غير المقيم لدى كندا.
في 31 أكتوبر 2013 أثناء إقامة بطولة فلوريدا للرجل الحديدي صرح آل خليفة قائلا: «إننا حرصنا على التواجد مع الفريق البحريني بقيادة سمو الشيخ ناصر بن حمد آل خليفة من أجل المساهمة للمشاركة في هذه البطولة الهامة والدولية التي تحظى بمشاركة أكبر عدد من المتسابقين من مختلف دول العالم».
في 24 أكتوبر 2015 أثناء إقامة معرض «حكاية بحرين: من دلمون إلى البحرين» الذي نظمته هيئة البحرين للثقافة والآثار بالتعاون مركز ميريديان الدولي وسفارة مملكة البحرين بالولايات المتحدة قال آل خليفة: «إن الثقافة الغنية التي تتميز بها البحرين تستحق التقدير على النطاق العالمي نظرا لمساهماته القيمة في إثراء التقاليد الموسيقية والفنية والجمالية مشيرا سعادته إلى أن التعاون الثقافي بين البحرين والولايات المتحدة يمثل جسر ذو إمكانات هائلة بين البلدين».
في 12 فبراير 2016 اجتمع مع رئيس لجنة الشؤون الخارجية التابعة لمجلس النواب الأمريكي النائب إدوارد رويس الذي صرح برفضه التام للتدخلات الإيرانية التي تستهدف زعزعة أمن واستقرار مملكة البحرين وسائر دول منطقة الخليج العربي.
استمر في منصبه حتى عام 2017 عندما تم استبداله بعبد الله بن راشد آل خليفة.

## التكريم والجوائز
حصل على عدة أوسمة وطنية وعسكرية منها:
- وسام حرية الكويت (حصل على اثنين منهم).
- وسام الخدمات الطويلة.
- وسام حوار.
- ميدالية حرية العراق.